# Michael H. Hecht
Michael H. Hecht és un científic investigador, director associat per a la gestió de la investigació a l'Observatori Haystack de l'Institut de Tecnologia de Massachusetts, i el director adjunt de projecte de l'Event Horizon Telescope. Es va exercir com a científic principal de l'instrument analitzador de microscòpia, electroquímica i conductivitat en el mòdul d'aterratge Phoenix Mars, i com a investigador principal de l'instrument Mars Oxygen ISRU Experiment (MOXIE) del rover Mars 2020.
Hecht va obtenir un AB en física per la Universitat de Princeton, un MS del Massachusetts Institute of Technology i un Ph.D. de la Universitat Stanford el 1982.
El 1982, Hecht es va incorporar a la plantilla del Jet Propulsion Laboratory (JPL) de l'Institut Tecnològic de Califòrnia,
on va investigar sistemes microelectromecànics, ciències de superfícies i interfícies, desenvolupament d'instruments científics i ciències planetàries. Va coinventar el sistema de microscòpia d'emissió d'electrons balístics i va publicar diversos articles molt citats sobre interfícies de metalls i semiconductors, pel qual va rebre el recentment rebatejat Premi Lew Allen a l'Excel·lència el 1990. Al JPL, com a supervisor del Grup de Tecnologia d'Exploració In Situ del Laboratori de Microdispositius, va desenvolupar el concepte per als microaterradors Deep Space 2, que van volar a Mart el 1999. Posteriorment va ser nomenat director de projecte, coinvestigador i científic del projecte per a l'instrument de la Mars Environmental Compatibility Assessment (MECA) de la missió cancel·lada Mars Surveyor 2001. L'instrument MECA va ser transportat posteriorment com Analitzador de Microscòpia, Electroquímica i Conductivitat en la missió Phoenix a Mart el 2007,amb Hecht com a principal científic i co-investigador, i va ser fonamental en el descobriment de perclorat en sòls marcians. Basant-se en aquest treball, Hecht va publicar articles molt citats sobre la química del sòl marcià i l'existència d'aigua a Mart.
Després de gairebé 30 anys al JPL, Hecht va començar a treballar a l'Observatori Haystack del MIT.
El 2014, l'instrument MOXIE, del qual Height és l’investigador principal, va ser seleccionat com un dels instruments del rover Perseverance per a la missió Mars 2020.
El 2019, Hecht va ser un dels científics guardonats amb el Premi Breakthrough en física fonamental 2020 pel seu treball amb l'Event Horizon Telescope per produir la primera imatge d'un forat negre supermassiu.